# Pomponio Mela

Reconstrucción del mapamundi de Pomponio Mela por Konrad Miller (1898).

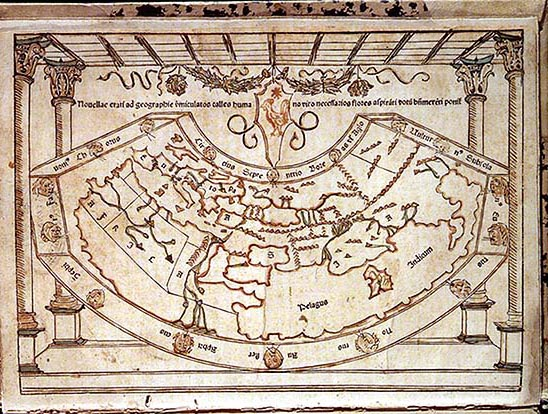
Representación del mundo, según Petrus Bertius, basado en Pomponio Mela.

Pomponio Mela  (nacido en Tingentera (Algeciras) y fallecido en Roma en 45 d. C.) fue un geógrafo hispanorromano que vivió bajo los emperadores Calígula y Claudio. Falleció en torno al año 45.
Su obra más famosa, que le llevó a ser citado por Plinio el Viejo, fue un compendio geográfico que se compone de tres volúmenes de título De Chorographia, también denominada De situ orbis (Sobre los lugares del mundo), y que, solo por una alusión que contiene a la conquista de Bretaña (años 43 y 44), debió escribir en esa década del siglo I.

## De Chorographia
De Chorographia se compone de tres volúmenes en los que, de forma imprecisa, se describen los lugares del mundo conocido a comienzos de nuestra era: Hispania, la Galia, Germania, África, Asia, Britania y Arabia. Es la más antigua obra corográfica en lengua latina que se ha conservado, a imitación de los periplos de la literatura clásica griega, y es más de índole retórica que estrictamente científica, aunque en este último ámbito es bastante exacto. Él mismo declara que iba a tratar de materias clarissima, et strictim, esto es, "las más brillantes, pero sucintamente", prometiendo para más tarde una geografía detallada que ya nunca escribió. Para atajar el tema, enjuto de por sí, lo anima con un estilo ingenioso y rítmico que se complace en descripciones pormenorizadas y atractivas.
En el primer volumen, Pomponio Mela describe el mundo conocido en la época y sus regiones siguiendo el litoral mediterráneo, extendiéndose a unos hipotéticos habitantes en las regiones africanas del sur, lo que denomina «tierras templadas», desconocidas en aquella época en Imperio romano, para llegar a Asia y desde allí a Europa; en último término describe el Atlántico. Menciona más de 1.500 topónimos. Su visión del mundo es la de una Europa, África y Asia rodeadas por un gran océano desconocido, en donde no precisa distancias, careciéndose además de mapas que hubiera usado para su descripción. En dicho volumen, comenzó describiendo las tierras donde nació, la zona Bética y el estrecho de Gibraltar.
El tercer libro se refiere a países como Hispania, Galia, Germania, llega hasta Asia y analiza parte del continente africano. Aunque esta es una de las primeras obras donde se realiza un análisis puramente geográfico, no contiene datos técnicos y alguna información que trasmite resulta equívoca. La obra contiene gran cantidad de topónimos y de detalles económicos, culturales y naturales de las tierras que describe.
Uno de los apartados más interesantes, son las descripciones que realiza de los pueblos. Su estilo literario recuerda a Salustio, por su complicada retórica, obra que fue fuente de documentación para muchos autores, desde Plinio el Viejo, hasta Petrarca.
Durante el Renacimiento fue uno de los autores más admirados de la Antigüedad. El tomo más antiguo de la obra es una copia publicada en Milán en 1471, a partir de entonces comenzó a extenderse su conocimiento por Europa, publicándose en los siglos XVI y XVII muchas copias de gran calidad.

## Descripciones
Pomponio Mela describió grandes regiones conocidas para Roma, a partir de fuentes de autores griegos y romanos. Básicamente realizó una recopilación de topónimos, acompañados de descripciones geográficas, económicas, culturales y naturales, como ya se dijo. Sin embargo, a partir de una traducción comentada de 1644, de José Antonio González de Salas, nos podemos encontrar con descripciones de islas, que corresponden con las islas Canarias y Cabo Verde, se relata el viaje épico del cartaginés Hannón, y se realizan extrañas descripciones de tierras que algún estudioso ha comparado con la costa oriental de América. Por otra parte, el humanista Luis Tribaldos de Toledo ya había imprimido también su versión con el título de la Geographia ilustrada con notas..., Madrid: D. Diaz de la Carrera, 1642. También lo comentaron el Brocense y Chacón.